# Orestes Quércia
Orestes Quércia (Pedregulho, 18 de agosto de 1938 — São Paulo, 24 de dezembro de 2010) foi um empresário e político brasileiro, filiado ao Partido do Movimento Democrático Brasileiro. Foi o 53.º Governador do estado de São Paulo.
Orestes Quércia mudou-se ainda jovem com a sua família para Campinas, onde se formou em jornalismo. Era também advogado e administrador de empresas formado em 1962 pela Pontifícia Universidade Católica de Campinas.
De infância humilde em Pedregulho como entregador de leite e vendedor de doces na estação de trem, Quércia deixou um patrimônio avaliado em 1,5 bilhão aos seus herdeiros. Segundo Elio Gaspari foi o primeiro político bilionário brasileiro.

## Início de vida e formação
Filho do pedreiro Octávio Quércia e da lavradora Isaura Roque Quércia, Orestes Quércia morou em Pedregulho e a seguir em Campinas, para onde se mudou acompanhando a família e onde foi eleito vice-presidente do grêmio estudantil da Escola Normal Livre. À época, ingressou como repórter do Diário do Povo e foi aprovado no vestibular da Faculdade de Direito da  Pontifícia Universidade Católica de Campinas, onde foi diretor do jornal do Centro Acadêmico 16 de Abril e fundou a Universidade de Cultura Popular, ligada à universidade. Locutor (1959 - 1963) da Rádio Cultura e da Rádio Brasil, trabalhou no Jornal de Campinas e na sucursal do Última Hora. A seguir, presidiu a Associação Campinense de Imprensa e trabalhou no Departamento de Estradas de Rodagem como assistente de produção.[carece de fontes?]

## Carreira política
Orestes Quércia basicamente construiu sua carreira política no regime militar (1964-85), iniciou sua vida pública ao ser eleito vereador de Campinas pelo Partido Libertador em 1962. Extinto o pluripartidarismo, optou pelo MDB tendo sido eleito deputado estadual em 1966 e prefeito de Campinas em 1968. Em relação à sua gestão à frente da prefeitura, o Dicionário Histórico e Bibliográfico Brasileiro (DHBB) da Fundação Getúlio Vargas destaca o seguinte:
Em sua gestão desenvolveu trabalhos através de planejamento coordenado com a Universidade Estadual de Campinas. Foi autor do projeto de avenidas expressas, pavimentou ruas e avenidas, aperfeiçoou o saneamento com a construção da terceira estação de tratamento de água e a elaboração do plano diretor de esgotos, urbanizou o parque Taquaral — na época o maior centro turístico do estado —, construiu o palácio dos Esportes e instalou praças de esportes nos bairros mais populosos. Criou ainda novos núcleos de habitação popular e a Empresa Municipal de Desenvolvimento de Campinas.[carece de fontes?]
Após eleger seu sucessor Lauro Gonçalves na prefeitura em dezembro de 1972, Quércia passou a organizar diretórios do MDB pelo interior paulista e disputou a convenção do partido como candidato ao Senado Federal em 1974 vencendo a disputa com Lino de Matos e Samir Achôa. Naquele pleito, Quércia deu o seu grande salto político-eleitoral ao ser eleito senador com expressivos 4 630 182 votos (73,19% dos válidos, à época) derrotando o então senador arenista e candidato à reeleição apontado como favorito Carvalho Pinto – o qual recebeu apenas 1 696 340 votos (26,81% dos válidos). Na tribuna, Quércia foi crítico da política econômica do governo Ernesto Geisel e em 1977 foi noticiada a ocorrência de casos de corrupção quando de sua passagem pela prefeitura de Campinas, porém tais afirmações não foram comprovadas.[carece de fontes?]
Com o retorno ao pluripartidarismo, ingressou no PMDB em 1980 e declarou-se candidato à sucessão do governador Paulo Maluf em fevereiro de 1981, posição que manteria até que um acordo de última hora tornou-o candidato a vice-governador na chapa de Franco Montoro em 1982. Foi eleito vice-governador, mas ao contrário da imagem de unidade partidária apresentada durante a campanha, foi adversário constante de políticos peemedebistas ligados ao governador, não conseguindo, porém, impedir a nomeação do deputado federal Mário Covas como prefeito de São Paulo em 1983 e a eleição do senador Fernando Henrique Cardoso à presidência do diretório estadual do PMDB naquele mesmo ano. Foi adepto das Diretas Já e da campanha vitoriosa de Tancredo Neves à Presidência em 1985, ano em que se casou com a médica Alaíde Cristina Barbosa Ulson. Nesse ponto, estava em curso a sua candidatura a governador em 1986.[carece de fontes?]
Quando da derrota da Emenda Constitucional Dante de Oliveira na Câmara dos Deputados, foi um dos políticos que ingressaram com Mandado de Segurança junto ao Supremo Tribunal Federal para tentar forçar a apreciação da proposta pelo Senado Federal, o que não obteve resultado prático algum.
Após a vitória do ex-presidente Jânio Quadros (PTB) sobre Fernando Henrique Cardoso em novembro daquele ano, Quércia viu aumentar seu controle sobre o PMDB num movimento denominado de "quercismo" que garantiu sua indicação como candidato a governador apesar das dissidências internas. Candidato numa eleição inicialmente polarizada entre o então deputado federal Paulo Maluf e o empresário Antônio Ermírio de Morais e a qual ainda contava com a participação do deputado Eduardo Suplicy, iniciou o embate com índices baixos nas pesquisas de opinião, entretanto manteve sua candidatura e afinal sagrou-se vitorioso em turno único com 5 578 795 votos (40,78% dos válidos, à época). Seu governo foi responsável pela privatização da VASP em 1990, ano em que elegeu Luiz Antônio Fleury Filho como seu sucessor.[carece de fontes?]

### Governo do estado
Em 1987, Orestes Quércia criou a Secretaria do Menor uma atitude pioneira e anterior à promulgação do Estatuto da Criança e do Adolescente promulgado em nível federal em 1990. Tirou menores carentes e abandonados das ruas e empregou-os como aprendizes em empresas estatais, como a SABESP.[carece de fontes?]
Na área dos transportes realizou investimentos na duplicação de rodovias como a Anhangüera e a D. Pedro I e na reforma de estradas vicinais. A seguir ampliou a linha leste-oeste do metrô, inaugurando as estações Barra Funda, Marechal Deodoro, e a extensão leste da Vila Matilde até Corinthians-Itaquera. Também deu início às obras do ramal Paulista do metrô, das estações Paraíso à Consolação.[carece de fontes?]
No setor de saneamento básico, em 1988, através da SABESP, colocou em operação a Estação de Tratamento de Esgotos de Barueri, aumentando de 5% para 25% o índice de tratamento dos esgotos na Região Metropolitana. Em 1990, concluiu as obras da SABESP de produção e tratamento de água da Estação de Tratamento de Taiaçupeba, localizada na Represa de Taiaçupeba, em Mogi das Cruzes, melhorando o abastecimento de água da região leste de Grande São Paulo.

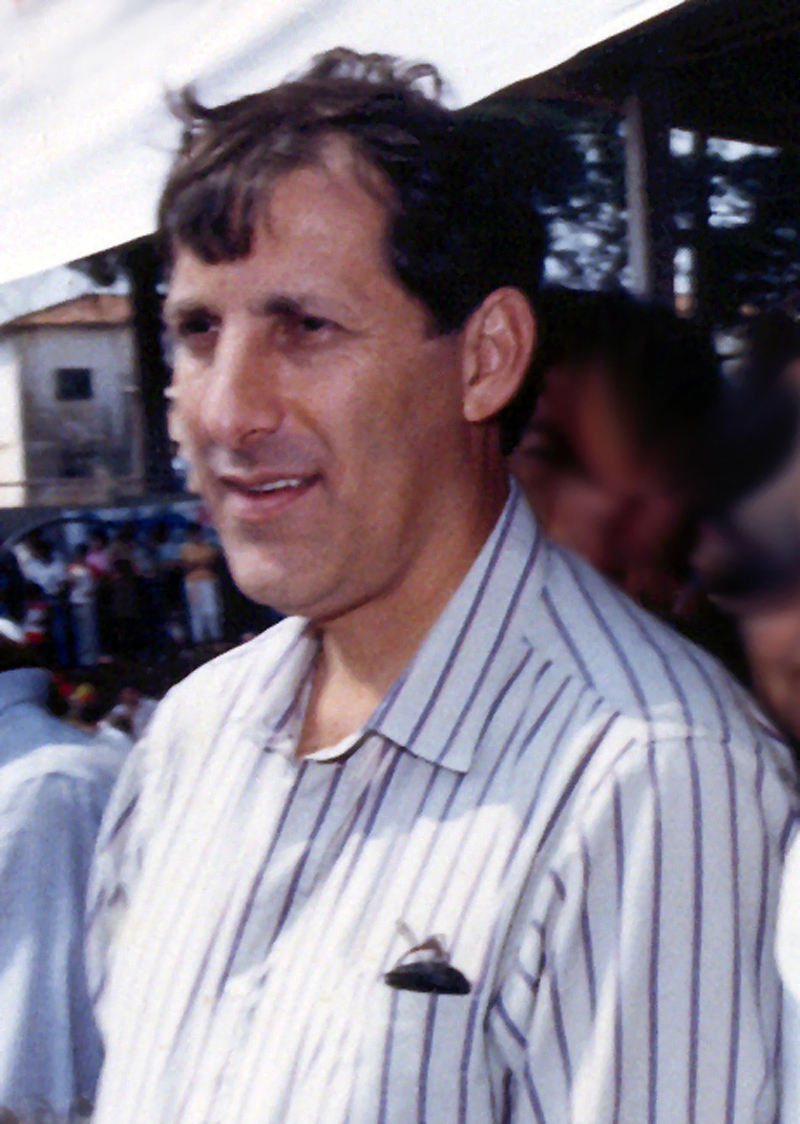
Orestes Quércia em Avaré, nos anos 1980

Na segurança pública, inventou o Rádio Patrulhamento Padrão, uma iniciativa de aproximar a polícia da comunidade. Construiu sem abertura de licitação o polêmico Memorial da América Latina localizado na Barra Funda, cujo projeto foi de Oscar Niemeyer. Estima-se que tenha custado aos cofres públicos cerca de 74 milhões de dólares, 15 vezes mais que o previsto inicialmente.
Como defensor do municipalismo, desenvolveu ações de fortalecimento do interior, como a regionalização da produção.
Em 16 de setembro de 1988, o então secretário estadual da Indústria e Comércio, Otávio Ceccato, pediu demissão após tentar subornar um delegado da Polícia Federal com US$1 milhão para não ser indiciado no escândalo Banespa/Cecatto, onde o banco perdeu cerca de US$ 55 milhões em operações financeiras.

### Presidente do PMDB
Quércia foi um dos fundadores do PMDB, tendo-o presidido nacionalmente entre 24 de março de 1991 e 26 de abril de 1993 ao renunciar da presidência ante as sucessivas denúncias de corrupção e o refluir de seu apoio político. Em seu período como presidente do partido, fez oposição do governo Fernando Collor – tendo, inclusive, apoiado em 1992 o processo de destituição do então presidente –, viu morrer Ulysses Guimarães e apoiou o regime presidencialista no plebiscito realizado em 21 de abril de 1993. Ao deixar o comando da legenda, foi substituído interinamente pelo senador José Fogaça e depois por Luiz Henrique da Silveira.[carece de fontes?]
Em 1994, enfrentou a oposição de partidários que apoiavam o governo Itamar Franco e venceu Roberto Requião na convenção que apontou o candidato do PMDB à Presidência da República em uma campanha marcada pelo discurso em favor do nacionalismo, municipalismo e por críticas ao Plano Real. Ao fim, foi o 4° colocado na disputa, tendo sido superado até por Enéas Carneiro (do PRONA).[carece de fontes?]
Foi presidente do diretório do PMDB de São Paulo, de 2001 a 2003. Reeleito em 2006, foi agraciado mais uma vez como presidente do PMDB paulista em 13 de dezembro de 2009 ao ser eleito pela 4ª vez o presidente na chapa Unidade do PMDB derrotando o deputado federal Francisco Rossi (chapa Candidatura Própria Já) com 597 votos contra 73 (88% dos votos contra 12%) em convenção partidária ocorrida na ALESP.[carece de fontes?]

### Candidaturas
Desde que Quércia deixou o governo de São Paulo em 1991, não conseguiu vencer nenhuma outra disputa eleitoral – foi o candidato do PMDB à Presidência da República em 1994, ao governo estadual em 1998/2006 e ao Senado Federal em 2002 (ia ser candidato novamente ao Senado em 2010, mas renunciou à candidatura devido ao tratamento de câncer de próstata).
Quércia foi o 4° colocado das eleições de 1994 com 2 773 793 votos (4,38% dos válidos) – tendo ficado atrás do vitorioso Fernando Henrique Cardoso (PSDB), que obteve 34 377 198 votos (54,3% dos válidos); de Luiz Inácio Lula da Silva (PT), o 2º colocado com 17 126 291 votos (27% dos válidos) e de Enéas Ferreira Carneiro (PRONA), o 3º colocado com 4 672 026 votos (7,4% dos válidos).[carece de fontes?]
Foi o 5º colocado no 1º turno das eleições de 1998 com 714 097 votos (4,30% dos válidos) – atrás do 1º colocado Paulo Maluf (PPB), que obteve 5 351 026 votos (32,21% dos válidos); do então governador Mário Covas (PSDB), o 2º colocado com 3 813 186 votos (22,95% dos válidos); da então deputada federal Marta Suplicy (PT), a 3ª colocada com 3 738 750 votos (22,51% dos válidos) e de Francisco Rossi (PDT), o 4º colocado com 2 843 515 votos (17,12% dos válidos).[carece de fontes?]
Foi o 3º colocado nas eleições de 2002 com 5 550 803 votos (15,8% dos válidos) – atrás do então deputado federal petista Aloízio Mercadante, eleito senador na 1ª colocação com 10 491 345 votos (29,9% dos válidos) e do senador pefelista Romeu Tuma, reeleito na 2ª colocação com 7.278.185 votos (20,7% dos válidos).[carece de fontes?]
Foi o 3º colocado nas eleições de 2006 com 977 695 votos (4,57% dos válidos) – atrás do vitorioso José Serra (PSDB), que obteve 12 381 038 votos (57,93% dos válidos) e do senador petista Aloízio Mercadante, que obteve 6 771 582 votos (31,68% dos válidos).[carece de fontes?]

### Eleições 2010

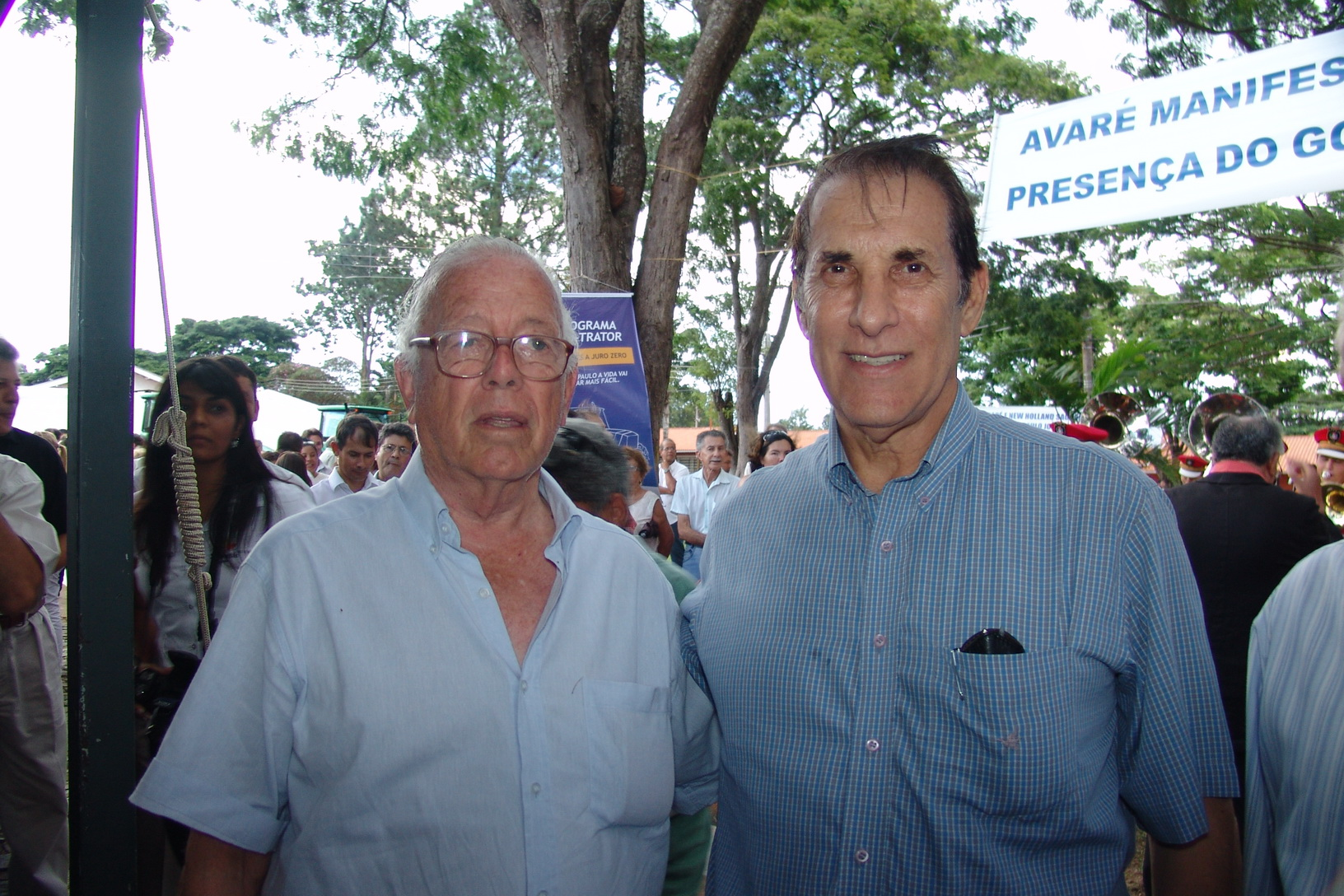
O ex-prefeito de Avaré, Fernando Cruz Pimentel e Orestes Quércia (foto de 6 de março de 2009)

Após ter apoiado a vitoriosa campanha de Gilberto Kassab (DEM) à prefeitura de São Paulo em 2008, Quércia foi procurado por diversos líderes políticos por apoio nas eleições de 2010. De acordo com notícia publicada na Folha Online, o PSDB fechou parcerias com o PMDB de São Paulo presidido por Quércia pelo apoio a José Serra, Geraldo Alckmin e Aloysio Nunes. Os petistas, por outro lado, contavam com a movimentação do então presidente Luiz Inácio Lula da Silva para segurar o PMDB como vice na chapa governista.
Para fortalecer o PMDB em São Paulo, Quércia percorreu diversas regiões do interior para unir as lideranças partidárias para o pleito de 2010. Mas, devido a um câncer na próstata, deixou a candidatura ao Senado por São Paulo em 6 de setembro de 2010 para tratar a doença.[carece de fontes?]

### Acusações de corrupção
A carreira política de Quércia foi marcada por escândalos e acusações de corrupção e enriquecimento ilícito, tanto na prefeitura de Campinas quanto no governo de São Paulo. Apesar disso, nunca recebeu uma condenação em última instância. Foi acusado de desviar mourões do Departamento de Estradas de Rodagem (DER) para construir cercas em sua fazenda em Pedregulho (SP); de importar sem licitação equipamentos eletrônicos de Israel; de superfaturar obras do metrô; e de irregularidades na privatização da VASP.[carece de fontes?]
Em 1991, o então governador do Paraná, Roberto Requião, rival partidário de Quércia, criou o serviço “Disque Quércia para Corrupção”, um número de telefone para o qual os brasileiros poderiam ligar para denunciar o colega paulista. Mais tarde, os dois oponentes se tornaram aliados.
Em 16 de setembro de 1988, o então secretário estadual da Indústria e Comércio, Otávio Ceccato, pediu demissão após tentar subornar um delegado da Polícia Federal com US$ 1 milhão para não ser indiciado no escândalo Banespa/Cecatto, onde o banco perdeu cerca de US$ 55 milhões em operações financeiras.
O governo Quércia também sofreu acusações de adquirir sem licitação equipamentos israelenses para as universidades estaduais e polícias civil e militar num valor de 310 milhões de dólares, onde o estado perdeu um valor estimado em US$ 40 milhões. Em julho de 1990, foram iniciadas as obras do VLT de Campinas que custaram cerca de 50 milhões de dólares.
Seu predomínio junto ao PMDB e sua defesa em favor dos cinco anos de mandato para o então presidente José Sarney levaram seus adversários internos a deixar a legenda e fundarem o PSDB em 24 de junho de 1988. Naquele mesmo ano, perdeu as eleições municipais em São Paulo e Campinas. Apesar do revés, teve seu nome cogitado para disputar as eleições presidenciais em 1989, entretanto o candidato escolhido pelo partido foi Ulysses Guimarães.[carece de fontes?]
Ao fim do mandato, Quércia obtinha 50% da população paulista julgando ótima ou boa sua administração contra 12% de mau e péssimo – bons índices de aprovação – e conseguiu eleger o seu sucessor, Luiz Antônio Fleury Filho, o qual até pouco tempo antes ainda era o semi-desconhecido secretário de Segurança Pública do governo Quércia.[carece de fontes?]
Mas as inúmeras denúncias de corrupção relativas à gestão de Quércia que surgiram posteriormente (a denúncia mais célebre foi a de má gestão do BANESPA), o insatisfatório mandato desempenhado por Fleury e o esvaziamento de algumas medidas tomadas em seu antigo cargo acabaram por comprometer a sua imagem de uma forma aparentemente irremediável.[carece de fontes?]

## Como empresário

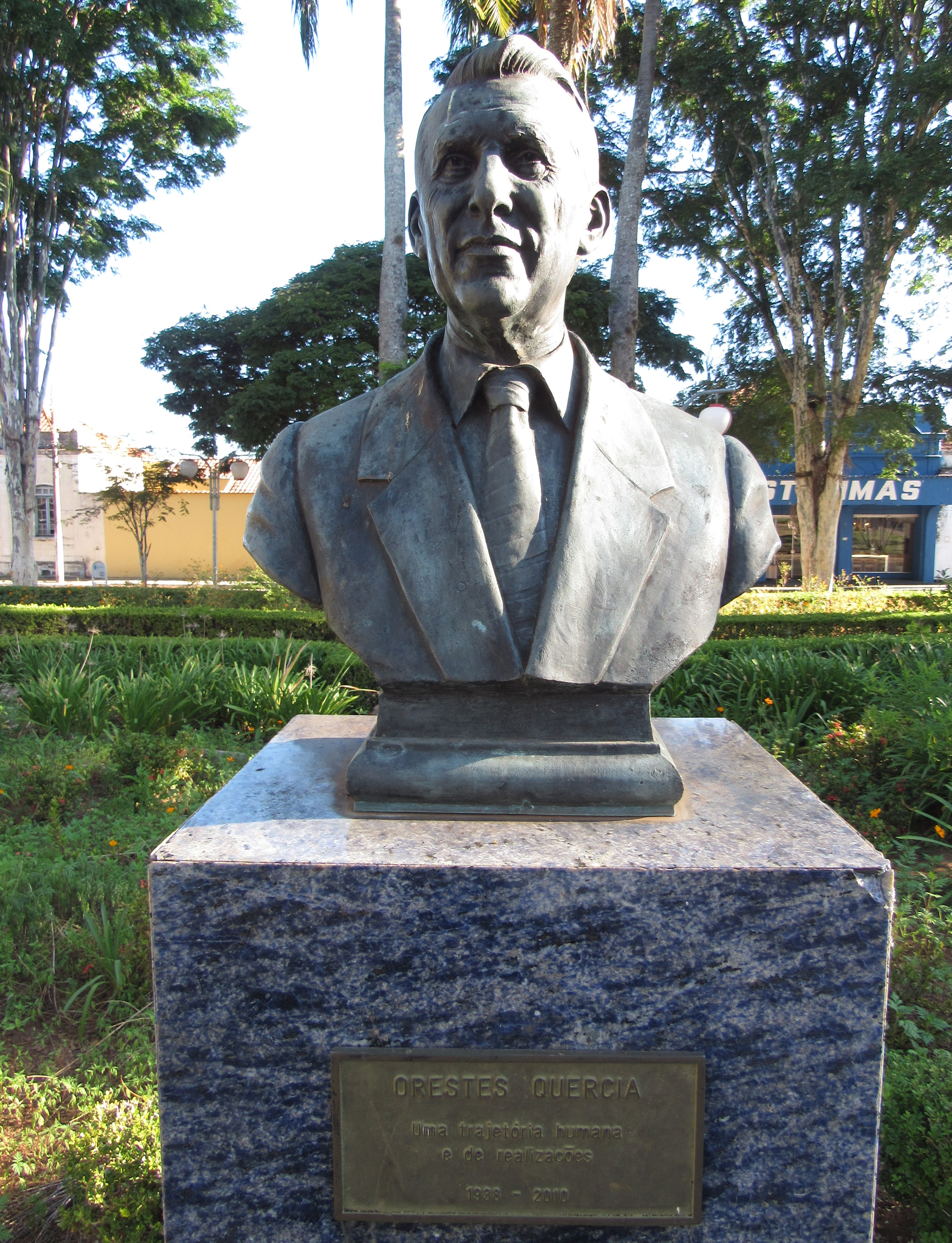
Busto de Orestes Quércia em Pedregulho, sua cidade natal.

Quércia atuou nos ramos imobiliário e das comunicações – foi proprietário do grupo empresarial Solpanamby, que detém controle da rádio NovaBrasil FM, do jornal financeiro DCI, de duas emissoras de televisão regionais, a TVB Campinas e a TVB Litoral, de vários shopping centers a exemplo do Serra Azul de Itupeva e de várias fazendas.[carece de fontes?] O patrimônio de Quércia foi avaliado em mais de 117 milhões de reais durante aquela campanha e em 1,5 bilhão de reais ao morrer.

## Vida Pessoal e morte
Foi casado com Alaíde Cristina Barbosa Ulson desde os anos 1980 até a sua morte em 24 de dezembro de 2010, com a qual teve 4 filhos, Cristiane, Andreia, Rodrigo e Pedro. Orestes também teve dois filhos quando solteiro, Sidney e Fernando.
Quércia morreu na véspera de Natal de 2010 aos 72 anos vitimado pelo câncer na próstata, de acordo com o hospital Sírio-Libanês. Quércia havia tratado a doença ainda em 1999, mas o tumor reincidiu, levando-o a desistir da candidatura em 2010 ao Senado.